# Episodi de La squadra (quinta stagione)
La quinta stagione della serie televisiva poliziesca La squadra è andata in onda dal 13 maggio 2004 al 18 febbraio 2005 su Rai 3. Gli episodi non avevano un titolo.
| nº | Prima TV Italia   |
| -- | ----------------- |
| 1  | 13 maggio 2004    |
| 2  | 20 maggio 2004    |
| 3  | 28 maggio 2004    |
| 4  | 3 giugno 2004     |
| 5  | 10 giugno 2004    |
| 6  | 17 giugno 2004    |
| 7  | 9 settembre 2004  |
| 8  | 16 settembre 2004 |
| 9  | 23 settembre 2004 |
| 10 | 30 settembre 2004 |
| 11 | 7 ottobre 2004    |
| 12 | 14 ottobre 2004   |
| 13 | 21 ottobre 2004   |
| 14 | 28 ottobre 2004   |
| 15 | 4 novembre 2004   |
| 16 | 11 novembre 2004  |
| 17 | 2 dicembre 2004   |
| 18 | 9 dicembre 2004   |
| 19 | 10 dicembre 2004  |
| 20 | 16 dicembre 2004  |
| 21 | 17 dicembre 2004  |
| 22 | 18 febbraio 2005  |